# Campeonato Europeo Sub-18 1962
El Campeonato Europeo Sub-18 1962 se llevó a cabo del 20 al 29 de abril en Rumania y contó con la participación de 19 selecciones juveniles de Europa y un equipo de Rumania.
El anfitrión Rumania venció en la final a Yugoslavia para ganar el título por primera ocasión.

## Participantes
| - Austria - Bélgica - Bulgaria - Checoslovaquia - Alemania Democrática | - Inglaterra - Francia - Alemania Federal - Grecia - Hungría | - Italia - Países Bajos - Polonia - Portugal - Rumania (anfitrión) | - Unión Soviética - España - Turquía - Yugoslavia - Brașov XI |

## Fase de grupos

### Grupo A
| País             | J | G | E | P | GF | GC | GD | Pts |
| ---------------- | - | - | - | - | -- | -- | -- | --- |
| Rumania          | 3 | 1 | 2 | 0 | 5  | 2  | +3 | 4   |
| Bélgica          | 3 | 1 | 2 | 0 | 4  | 3  | +1 | 4   |
| Portugal         | 3 | 0 | 2 | 1 | 1  | 2  | –1 | 2   |
| Alemania Federal | 3 | 0 | 2 | 1 | 2  | 5  | –3 | 2   |

| 20 de abril | Alemania Federal | 1–1 | Portugal         |
|             | Rumania          | 2–2 | Bélgica          |
| 22 de abril | Alemania Federal | 1–1 | Bélgica          |
|             | Portugal         | 0–0 | Rumania          |
| 24 de abril | Bélgica          | 1–0 | Portugal         |
|             | Rumania          | 3–0 | Alemania Federal |

### Grupo B
| País         | J | G | E | P | GF | GC | GD | Pts |
| ------------ | - | - | - | - | -- | -- | -- | --- |
| Yugoslavia   | 3 | 1 | 2 | 0 | 5  | 0  | +5 | 4   |
| Países Bajos | 3 | 1 | 2 | 0 | 4  | 1  | +3 | 4   |
| Bulgaria     | 3 | 0 | 3 | 0 | 1  | 1  | 0  | 3   |
| Inglaterra   | 3 | 0 | 1 | 2 | 0  | 8  | –8 | 1   |

| 20 de abril | Bulgaria     | 1–1 | Países Bajos |
|             | Yugoslavia   | 5–0 | Inglaterra   |
| 22 de abril | Países Bajos | 3–0 | Inglaterra   |
|             | Bulgaria     | 0–0 | Yugoslavia   |
| 24 de abril | Países Bajos | 0–0 | Yugoslavia   |
|             | Inglaterra   | 0–0 | Bulgaria     |

### Grupo C
| País    | J | G | E | P | GF | GC | GD | Pts |
| ------- | - | - | - | - | -- | -- | -- | --- |
| Turquía | 3 | 3 | 0 | 0 | 4  | 0  | +4 | 6   |
| Hungría | 3 | 2 | 0 | 1 | 3  | 1  | +2 | 4   |
| Francia | 3 | 0 | 1 | 2 | 1  | 4  | –3 | 1   |
| España  | 3 | 0 | 1 | 2 | 1  | 4  | –3 | 1   |

| 20 de abril | Turquía | 1–0 | Hungría |
|             | Francia | 1–1 | España  |
| 22 de abril | Turquía | 2–0 | Francia |
|             | Hungría | 2–0 | España  |
| 24 de abril | Hungría | 1–0 | Francia |
|             | España  | 0–1 | Turquía |

### Grupo D

#### Grupo D1
| País      | J | G | E | P | GF | GC | GD | Pts |
| --------- | - | - | - | - | -- | -- | -- | --- |
| Italia    | 3 | 2 | 1 | 0 | 8  | 2  | +5 | 5   |
| Brașov XI | 3 | 1 | 2 | 0 | 6  | 4  | +2 | 4   |
| Polonia   | 3 | 1 | 1 | 1 | 4  | 6  | –2 | 3   |
| Austria   | 3 | 0 | 0 | 3 | 3  | 9  | –6 | 0   |

| 20 de abril | Italia    | 3–0 | Polonia   |
|             | Austria   | 1–3 | Brașov XI |
| 22 de abril | Polonia   | 2–1 | Austria   |
|             | Brașov XI | 1–1 | Italia    |
| 24 de abril | Italia    | 4–1 | Austria   |
|             | Brașov XI | 2–2 | Polonia   |

#### Grupo D2
| País                 | J | G | E | P | GF | GC | GD | Pts |
| -------------------- | - | - | - | - | -- | -- | -- | --- |
| Checoslovaquia       | 3 | 2 | 1 | 0 | 5  | 2  | +3 | 5   |
| Alemania Democrática | 3 | 2 | 0 | 1 | 8  | 6  | +2 | 4   |
| Unión Soviética      | 3 | 1 | 0 | 2 | 5  | 7  | –2 | 2   |
| Grecia               | 3 | 0 | 1 | 2 | 3  | 6  | –3 | 1   |

| 20 de abril | Alemania Democrática | 3–2 | Grecia               |
|             | Checoslovaquia       | 2–1 | Unión Soviética      |
| 22 de abril | Checoslovaquia       | 3–1 | Alemania Democrática |
|             | Unión Soviética      | 3–1 | Grecia               |
| 24 de abril | Grecia               | 0–0 | Checoslovaquia       |
|             | Alemania Democrática | 4–1 | Unión Soviética      |

#### Playoff
| Equipo 1 | Resultado | Equipo 2       |
| -------- | --------- | -------------- |
| Italia   | 1-2       | Checoslovaquia |

## Fase final

### Semifinales
| Equipo 1   | Resultado | Equipo 2       |
| ---------- | --------- | -------------- |
| Yugoslavia | 6-2       | Checoslovaquia |
| Turquía    | 0-4       | Rumania        |

### Tercer lugar
| Equipo 1       | Resultado | Equipo 2 |
| -------------- | --------- | -------- |
| Checoslovaquia | 1-1 (M)   | Turquía  |

### Final
| 29 de abril de 1962 | Rumania                                  | 4:1 (4:1) | Yugoslavia | Bucarest,                                         |                                                   |
|                     | Dimitru 7' 35' · Gergely 17' · Haidu 45' |           | Radosov 6' | Asistencia: 75.000 espectadores Árbitro(s): Malka | Asistencia: 75.000 espectadores Árbitro(s): Malka |

## Campeón
| Eurocopa Sub-18 1962 |
| -------------------- |
| Bandera de Rumania   |
| Rumania 1º Título    |